# Tutta colpa di Giuda
Tutta colpa di Giuda è una commedia con musica del 2009 scritta e diretta da Davide Ferrario.
Il film è interpretato da Kasia Smutniak e Fabio Troiano, con l'amichevole partecipazione di Luciana Littizzetto e numerosi musicisti della scena musicale torinese. Girato al carcere delle Vallette di Torino, il film vede la partecipazione di veri detenuti e personale del carcere, sezione VI, blocco A.
Il film è uscito nelle sale italiane il 10 aprile 2009 e ha incassato 276000 €.

## Trama
Irena è una regista di teatro sperimentale che accetta la proposta di Don Iridio di allestire in un istituto penitenziario (Le Vallette a Torino) una versione della passione di Cristo. Quella che inizialmente sembrava un'esperienza lavorativa, sarà per Irena fonte di grandi cambiamenti nella sua vita, riuscendo a lasciarsi alla spalle la relazione con l'attore Cristiano. Irena troverà molti ostacoli nell'allestire l'opera, dovrà conquistarsi la fiducia dei detenuti, lottare contro la caparbia suor Bonaria ma soprattutto dovrà risolvere il problema più grande; trovare qualcuno disposto ad interpretare Giuda.

## Colonna sonora
La colonna sonora del film è composta da brani e musiche edite e inedite, realizzate da artisti come Francesco de Luca, Alessandro Forti, Marlene Kuntz, Fabio Barovero dei Mau Mau, Gianni Maroccolo, Cecco Signa e Kaas. Il tema principale del film è il brano Canzone in prigione, scritto ed interpretato dai Marlene Kuntz appositamente per il film.
La colonna sonora è disponibile per il download digitale su iTunes dal 7 aprile 2009 e disponibile in formato CD su etichetta Ala Bianca Records (ABR 128553991-2).

### Tracce
1. La galera è come una recita a teatro
2. Playboys Latini
3. Una Passione di Cristo...
4. Tema di Irena 1
5. Sciamanica
6. Uno
7. L'inganno
8. Corda (e altro) nella quarta aria
9. All'alba di un giorno perfetto
10. Tutta colpa di Giuda
11. Canzone in prigione
12. È questa la regista?
13. Dance Slow
14. Canto
15. O' tappeto
16. A fior di pelle
17. Staccato: Francesco de Luca, Alessandro Forti e l'orchestra di Roma
18. Chi vuol fare Giuda?
19. La Libertà
20. Un morto ci vuole sempre
21. Tema di Irena 2
22. All'alba di un giorno perfetto
23. Sa nuotare, Mirkovic?
24. Playboys Latini
25. Passione
26. La ballata dell'ignavo
27. Canzone in prigione